# Stizocera jamaicensis
Stizocera jamaicensis là một loài bọ cánh cứng trong họ Cerambycidae.